# 野野村雅春
野野村雅春，安土桃山時代及江戶時代初期的武將。豐臣氏家臣。大坂七手組之一。織田信長的黑母衣眾野野村三十郎之弟。名諱為吉保。

## 略歷
仕於豐臣秀吉，獲選為黄母衣眾。天正18年（1590年）的小田原征伐之際，於攻略武藏、下總、上總的後北条氏諸城時建立軍功。
慶長3年（1598年）秀吉死後仕於秀賴，成為大坂七手組之一，領有3,000石的知行。
慶長19年（1614年）大坂冬之陣時，守備大坂城惣構森村口。翌年大坂夏之陣時，於天王寺之戰率領遊擊軍1,200人參戰。戰敗後退往大坂城内，堀田盛重（圖書）與雅春由於火勢猛烈，無法退往本丸，於是在二之丸及本丸間的石垣自殺。